# سارة محمد
مها شحاتة (مواليد 6 يوليو 1990) هي لاعبة كرة قدم نسائية مصرية في مركز الدفاع. شاركت مع منتخب مصر للسيدات في كأس أمم أفريقيا لكرة القدم للسيدات 2016. وعلى مستوى الأندية، تلعب مع نادي وادي دجلة المصري.